# Stanislav Seman
Stanislav Seman (Košice, 6 de agosto de 1952) é um ex-futebolista profissional eslovaco que atuava como goleiro, campeão olímpico em Moscou 1980

## Carreira
Stanislav Seman representou o seu país nos Jogos Olímpicos de Verão de 1980, conquistando a medalha de ouro.